# Ulmer
Ulmer – miasto w Stanach Zjednoczonych, w stanie Karolina Południowa, w hrabstwie Allendale.